# Lopej
Lopej – jedna z osad ( „dzielnic”) dużej, przemysłowej wsi Podbrezová w kraju bańskobystrzyckim na Słowacji, o wiele starsza od samej Podbrezovej.

## Położenie
Leży w rozszerzeniu doliny górnego Hronu, zwanym Kotliną Lopejską (słow. Lopejská kotlina), w miejscu, w którym wpadają do Hronu jego dwa dopływy: od północy (z terenu Niżnych Tatr) Vajskovský potok, a od południa (z terenu Rudaw Weporskich) znacznie mniejszy potok Čelno. Zabudowania głównie na prawym brzegu Hronu. Przez Lopej przebiega droga krajowa nr 66 oraz linia kolejowa 172 Banská Bystrica – Červená Skala.

## Historia
Wieś założył w 1358 r. Petrík, sołtys z niedalekiej Predajnej. Należała do feudalnego „państwa” z siedzibą na zamku w Ľupčy. W XV w. wspominana była jako „villa Lopea”. Już w roku 1406 wzmiankowany był tutejszy kościół parafialny.
W czasach reformacji przeniknęła tu nauka Lutra i wspólnota wiernych stała się ewangelicka. W okresie kontrreformacji w 1673 r. sprowadzono tu pijarów, którzy przejęli administrację duchową wsi. W 1682 r. zakonnicy zostali wypędzeni przez kuruców Emeryka Thökölyego. Po upadku Powstania Thökölyego pijarzy pozostawili administrację parafii Lopej księżom diecezjalnym.
Od XVI w. na terenie wsi działały kopalnie rud żelaza, które przerabiano na surowe żelazo w funkcjonującej tu w latach 1790–1900 kuźnicy poruszanej kołem wodnym. Gdy pokłady rud żelaza zaczęły się wyczerpywać, rozpoczęto wydobycie rudy antymonu, przetapianej w działającej od 1895 r. hucie. Zakład hutniczy, wytwarzający żelazo, działał również w sąsiedniej Vajskovej. Szybszy rozwój wsi nastąpił, kiedy w 1895 r. doprowadzono linię kolejową z Bańskiej Bystrzycy. Koncentracja zakładów przemysłowych spowodowała, że wcześnie rozwinął się tu ruch robotniczy. W 1922 r. miał tu miejsce strajk górników, a w 1938 r. hutników. Po II wojnie światowej wieś włączono do Podbrezovej.

## Zabytki
Kościół św. Jerzego, usytuowany na łagodnym stoku na północ od centrum zabudowy osady. Murowany, pierwotnie gotycki, z końca XIV w., z częściowo zachowaną do dziś gotycką dyspozycją. Orientowany, jednonawowy, z węższym prezbiterium, zamkniętym poligonalną apsydą. Zarówno nawa jak i prezbiterium zasklepione sklepieniami krzyżowo-żebrowymi. Zachowały się gotyckie portale, takież pastoforium i polichromowane okno w zamknięciu prezbiterium. W XVIII w., w trakcie barokowej przebudowy kościoła w roku 1752, nad prezbiterium wzniesiono masywną wieżę na rzucie kwadratu, nakrytą cebulastym hełmem z latarnią.
W XVII w. kościół wraz z otaczającym go niewielkim cmentarzem został otoczony kamiennym murem obronnym ze strzelnicami.